# 新疆生产建设兵团第十四师四十七团
新疆生产建设兵团第十四师四十七团，即新疆生产建设兵团第十二师代管四十七团，是中华人民共和国新疆生产建设兵团第十四师下辖的一个团，与新疆维吾尔自治区昆玉市老兵镇实行“团镇合一”的管理体制，现由第十二师代管。

## 行政区划
新疆生产建设兵团第十四师四十七团下辖以下单位：
四十七团团部、一站生活区、二站生活区、三连、六站区生活区和七连。